# Cantonul Falaise-Sud
Cantonul Falaise-Sud este un canton din arondismentul Caen, departamentul Calvados, regiunea Basse-Normandie, Franța.

## Comune
- Damblainville
- Eraines
- Falaise (parțial, reședință)
- Fresné-la-Mère
- La Hoguette
- Pertheville-Ners
- Versainville
- Villy-lez-Falaise